# Armin
Armin – oboczna forma imienia Herman.
Armin imieniny obchodzi 17 marca, 7 kwietnia, 28 grudnia, według niemieckich źródeł 2 czerwca. 

## Osoby o tym imieniu
- Arminius – książę Cherusków
- Armin Meiwes — niemiecki morderca i kanibal
- Armin Schwarz – niemiecki kierowca rajdowy
- Armin van Buuren – holenderski DJ i producent muzyki trance